# Navarra
Navarra (spanisch Navarra, baskisch Nafarroa; offiziell: spanisch Comunidad Foral de Navarra, baskisch Nafarroako Foru Komunitatea, deutsch Foralgemeinschaft Navarra) ist eine autonome Gemeinschaft und Provinz im Norden Spaniens. Sie umfasst den südlich der Pyrenäen gelegenen Teil des historischen Königreiches Navarra, das auch Landstriche am nördlichen Hang der Pyrenäen (heute zu Frankreich gehörig) umfasste. Hauptstadt ist Pamplona (baskisch Iruña). Die Einwohnerzahl von Navarra beträgt 678.338 Einwohnern (Stand: 2024).
Mit einem Wert von 0,905 erreicht Navarra Platz 3 unter den 17 autonomen Gemeinschaften Spaniens im Index der menschlichen Entwicklung.

## Geografie
Das heutige Navarra in den Grenzen des historischen Ober-Navarras reicht von den westlichen Pyrenäen bis ins obere Ebrotal und zählt zu den kleinsten Autonomen Gemeinschaften Spaniens. Im Norden bildet der Hauptkamm der Pyrenäen die Grenze zu Frankreich, im Westen grenzt Navarra an die zur Autonomen Gemeinschaft Baskenland gehörenden Provinzen Gipuzkoa und Álava, im Süden grenzt es an die Region La Rioja und im Osten an Aragonien. Des Weiteren gehört auch die von Aragonien umgebene Exklave Petilla de Aragón zu Navarra.
In der Region liegt das Weinbaugebiet Navarra. Ferner befindet sich im Südosten die Wüste Bardenas Reales.

## Politik

### Autonomie
Nach der Franco-Diktatur wurde Navarra eine von 17 Autonomen Gemeinschaften in Spanien. Die Autonomie Navarras stützt sich nicht nur auf die Bestimmungen der spanischen Verfassung von 1978 über die mögliche Gründung von Autonomen Gemeinschaften, sondern auch auf die historischen Rechte der über Fueros verfügenden Territorien, die von der spanischen Verfassung ausdrücklich anerkannt wurden und die im Falle Navarras auf das ehemalige Königreich Navarra zurückgehen, welches bis Mitte des 19. Jahrhunderts seine eigenständigen inneren Institutionen behielt. Diese Bestimmung ist Grundlage der vollständigen finanziellen Autonomie Navarras (vergleichbar nur mit dem Baskenland). Demzufolge zieht die Autonome Gemeinschaft die Steuern auf ihrem Gebiet selbst ein und führt lediglich eine durch ein bilaterales Abkommen (convenio económico) festgelegte Summe an den spanischen Zentralstaat ab. Navarra hätte sich nach der spanischen Verfassung dem Autonomieprozess des Baskenlandes anschließen können, was aber nicht geschah.
Vielmehr entschied sich Navarra für eine Reform seiner aufgrund zweier Gesetze aus den Jahren 1839 und 1841 fortbestehenden Foralordnung (von Fueros). Der „Konstituierungsprozess“ unterscheidet sich wesentlich von dem der anderen 16 Autonomen Gemeinschaften. Das „Autonomiestatut“ Navarras ist das Ley Orgánica 13/1982, de 10 de agosto, de Reintegración y Amejoramiento del Régimen Foral de Navarra (LORAFNA). Schon durch den Titel wird mehr als bei den anderen Autonomen Gemeinschaften eine historische Kontinuität betont, es handelt sich nicht um eine völlige Neugründung, sondern lediglich um die Reform von etwas schon Bestehenden. Das Gesetz aus dem Jahre 1839 sah vor, dass eine Änderung der Fueros (also des regionalen Sonderrechts) der Zustimmung des Zentralstaats und der Region Navarra bedurfte, also in gewisser Weise Vertragscharakter erhält. So wird das darauf beruhende Gesetz von 1841 auch als Ley Paccionada („das verhandelte Gesetz“) bezeichnet. Dieser Vertragscharakter findet sich auch in dem Gesetzgebungsverfahren über das LORAFNA wieder: Zunächst einigten sich die Zentralregierung und die Diputación Foral (die Regionalregierung) auf einen gemeinsamen Entwurf, der vom Regionalparlament und den beiden Kammern des gesamtspanischen Parlaments (Cortes Generales) jeweils in nur einer Lesung ohne die Möglichkeit von Änderungsvorschlägen behandelt wurde, was eher der Ratifikation eines völkerrechtlichen Vertrages als dem gewöhnlichen Gesetzgebungsverfahren entspricht. Dieses Verfahren sieht das LORAFNA auch für spätere Änderungen an seinem Text vor.
Navarra verfügt mit der Policía Foral ebenso wie die Autonome Gemeinschaft Baskenland und Katalonien über eine eigene Polizei, die nicht dem spanischen Innenministerium untersteht, sondern der Regionalregierung.

### Politisches System

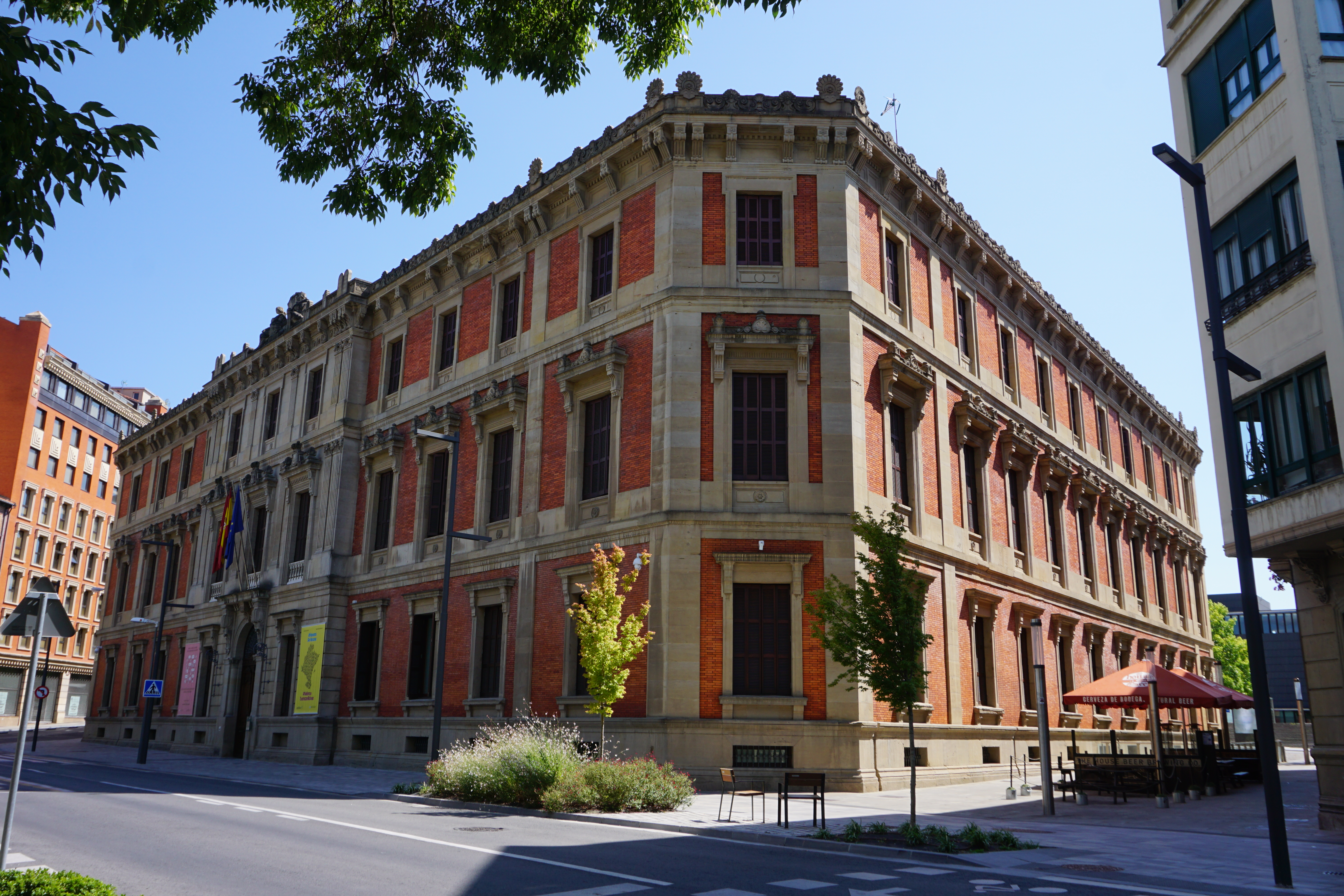
Parlament von Navarra in Pamplona

Die Legislative besteht aus einem Parlament, das für vier Jahre gewählt wird. Das Parlament bestimmt den Regionalpräsidenten der Autonomene Gemeinschaft, der die Regierung führt. Die Politikfelder Bildung, Soziales, Wohnungsbau, Stadtentwicklung und Umweltschutz fallen in die Kompetenz der Autonomen Gemeinschaft.
Die Politik in Navarra ist geprägt von einer heftigen Rivalität zwischen zwei Blöcken, die unterschiedliche nationale Identitäten repräsentieren, die Teil der Gesellschaft von Navarra sind: die baskisch-nationalistische Partei EH Bildu und die pro-baskischen Geroa Bai auf der einen Seite und die pro-spanischen Parteien UPN, PP und PSN auf der anderen Seite. Parteien des pro-baskischen Spektrums fordern weitere Souveränität in den inneren Angelegenheiten Navarras und engere Beziehungen zum Baskenland. Bis 2015 waren pro-baskische Parteien von wichtigen politischen Ämtern und Institutionen ausgeschlossen.
Die ersten drei Regionalpräsidenten der Autonomen Gemeinschaft waren Mitglied der Union des demokratischen Zentrums (UCD, Unión de Centro Democrático). Seit 1984, kurz nach der Einführung des gegenwärtigen Status Navarras (dem Amejoramiento, der „Verbesserung“) 1982, regierte entweder die Sozialistische Partei von Navarra (PSN-PSOE) oder die Volkspartei von Navarra (UPN). Die aufeinanderfolgenden Regionalregierungen wurden von häufigen politischen Instabilitäts- und Korruptionsskandalen erschüttert, wobei die Amtszeit von Miguel Sanz (UPN) von 2001 bis 2011 die stabilste und längste war. Zwischen 2012 und 2014 brach eine Reihe von Korruptionsskandalen aus, an denen die Regionalpräsidentin Yolanda Barcina und andere Regierungsbeamte beteiligt waren. Im November 2012 zog der PSN – bis zu diesem Zeitpunkt der ständige Verbündete von UPN in Navarra – seine Unterstützung von UPN zurück, weigerte sich jedoch, Yolanda Barcina anzuklagen oder neue politische Allianzen zu suchen, was eine festgefahrene Regierung hinterließ. Der Regionalpräsident, der sich nur auf die Unterstützung der PP-Zentralregierung stützte, forderte das Verfassungsgericht auf, mehrere Entscheidungen des Parlaments von Navarra anzufechten.
Im Mai 2015 hatten die Wahlen zum Parlament Navarras ein besseres Ergebnis für die pro-baskischen Parteien zur Folge, denen es gelang, ein Bündnis zu schmieden (EH Bildu, Podemos und Izquierda-Ezkerra), woraufhin Uxue Barkos von der Partei Geroa Bai für den Zeitraum 2015 bis 2019 als erste baskische Nationalistin zur Regionalpräsidentin gewählt wurde.

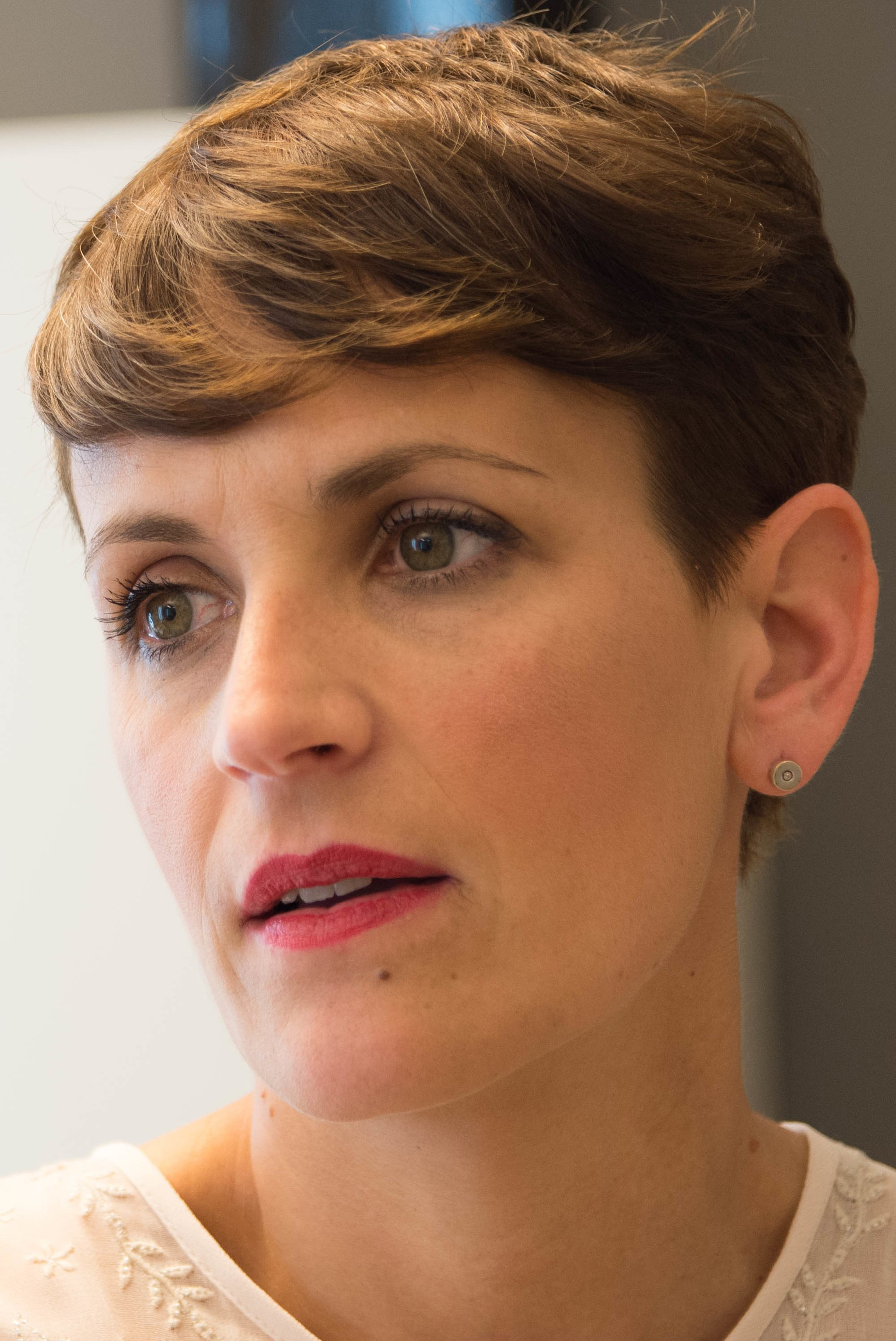
Regionalpräsidentin María Chivite

Bei den Wahlen 2019 wendete sich das Blatt als sich die Mitte-Rechts-Parteien zur Plattform Navarra Suma zusammenschlossen. Zusammen gewannen UPN, PP und Ciudadanos 20 Abgeordnete, 40 % der Sitze im Parlament von Navarra, obwohl sowohl Geroa Bai als auch EH Bildu ihren Stimmenanteil erhöhten. Nach den Wahlergebnissen wurde María Chivite von der PSN mit Unterstützung fortschrittlicher Kräfte mit 23 von 50 Stimmen zur Regionalpräsidentin gewählt. Sie schloss EH Bildu ausdrücklich von allen Gesprächen oder Allianzen aus, verließ sich jedoch bei ihrer Wahl auf deren Enthaltungen, da sie sonst die relative Mehrheit verfehlt hätte.
| Partei                                        | Stimmenanteil (%) | Sitze    |
| Navarra Suma (NA+)                            | 36,57             | 20 ( ▲3) |
| Partido Socialista de Navarra-PSOE (PSN-PSOE) | 20,63             | 11 ( ▲4) |
| Geroa Bai (GBai)                              | 17,32             | 9 ( ▬)   |
| Euskal Herria Bildu (EH Bildu)                | 14,54             | 7 ( ▼1)  |
| Podemos (Podemos)                             | 4,74              | 2 ( ▼5)  |
| Izquierda-Ezkerra (I-E)                       | 3,01              | 1 ( ▼1)  |

## Verwaltungsgliederung

### Comarcas

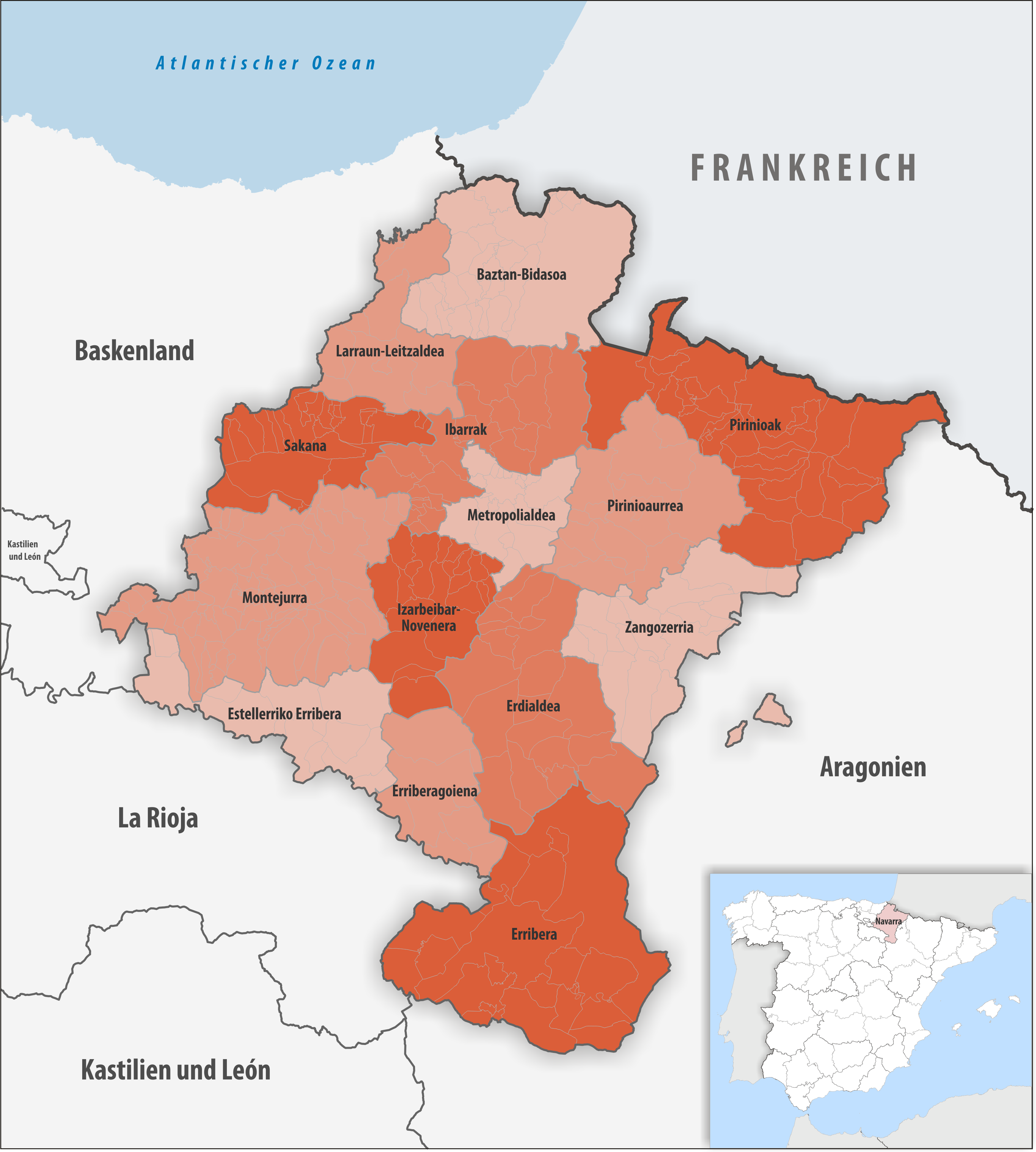
Comarcas in der autonomen Gemeinschaft Navarra

| Comarca               | Gemeinden | Einwohner (2024) | Fläche km² | Dichte Einw./km² | Hauptort              |
| --------------------- | --------- | ---------------- | ---------- | ---------------- | --------------------- |
| Baztan-Bidasoa        | 21        | 22.558           | 870,12     | 26               | Baztan                |
| Erdialdea             | 19        | 26.599           | 947,75     | 28               | Tafalla               |
| Erribera              | 19        | 93.734           | 1.330,29   | 70               | Tudela                |
| Erriberagoiena        | 8         | 26.504           | 414,27     | 64               | Peralta/Azkoien       |
| Estellerriko Erribera | 11        | 28.097           | 534,65     | 53               | San Adrián            |
| Ibarrak               | 19        | 13.905           | 678,93     | 20               | Esteríbar             |
| Izarbeibar-Novenera   | 20        | 13.868           | 498,54     | 28               | Puente la Reina/Gares |
| Larraun-Leitzaldea    | 10        | 8.825            | 481,54     | 18               | Lekunberri            |
| Metropolialdea        | 17        | 370.804          | 337,76     | 1.098            | Pamplona              |
| Montejurra            | 55        | 32.487           | 1.306,13   | 25               | Estella-Lizarra       |
| Pirinioak             | 30        | 4.837            | 1.282,64   | 4                | Erro                  |
| Pirinioaurrea         | 12        | 6.077            | 724,98     | 8                | Aoiz/Agoitz           |
| Sakana                | 15        | 20.699           | 517,58     | 40               | Altsasu/Alsasua       |
| Zangozerria           | 16        | 9.344            | 665,35     | 14               | Sangüesa/Zangoza      |
| Provinz Navarra       | 272       | 678.338          | 10.590,53  | 64               | Pamplona              |

### Gerichtsbezirke

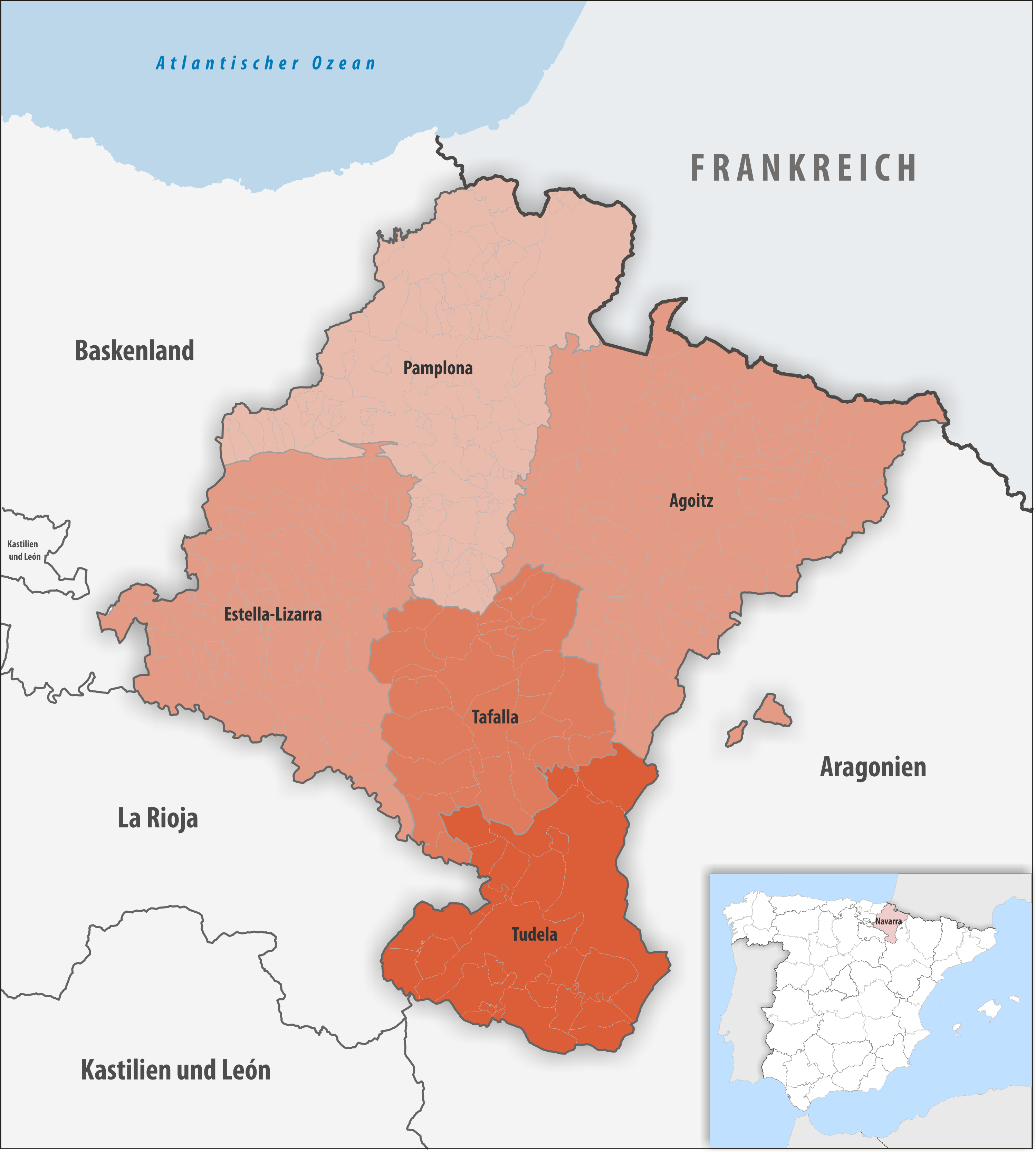
Gerichtsbezirke in der autonomen Gemeinschaft Navarra

| Gerichtsbezirk  | Gemeinden | Einwohner (2024) | Fläche km² | Dichte Einw./km² | Hauptquartier   |
| --------------- | --------- | ---------------- | ---------- | ---------------- | --------------- |
| Agoitz          | 64        | 75.000           | 2.990,00   | 25               | Aoiz/Agoitz     |
| Estella-Lizarra | 72        | 65.624           | 2.210,68   | 30               | Estella-Lizarra |
| Pamplona        | 86        | 387.931          | 2.474,80   | 157              | Pamplona        |
| Tafalla         | 27        | 47.632           | 1.387,24   | 34               | Tafalla         |
| Tudela          | 23        | 102.151          | 1.527,81   | 67               | Tudela          |
| Provinz Navarra | 272       | 678.338          | 10.590,53  | 64               | Pamplona        |

## Größte Gemeinden
Stand 2024
| Gemeinde       | Baskischer Name | Einwohner |
| -------------- | --------------- | --------- |
| Pamplona       | Iruña           | 208.243   |
| Tudela         | Tutera          | 38.685    |
| Valle de Egüés | Eguesibar       | 22.438    |
| Burlada        | Burlata         | 21.078    |
| Barañáin       | Barañain        | 19.606    |
| Zizur Mayor    | Zizur Nagusia   | 16.124    |
| Estella        | Lizarra         | 14.329    |
| Aranguren      | Aranguren       | 12.787    |
| Berriozar      | Berriozar       | 11.201    |
| Tafalla        | Tafalla         | 10.778    |
| Ansoáin        | Antsoain        | 10.641    |
| Villava        | Atarrabia       | 10.016    |

Kleinste Gemeinde ist Castillonuevo mit 15 Einwohnern.

## Sprache
Navarra ist gemäß der regionalen Gesetzgebung in drei linguistische Zonen unterteilt. In der zona vascófona (baskischsprachige Zone) ist Baskisch kooffizielle Amtssprache. In der zona mixta (gemischte Zone) und der zona no vascófona (nicht baskischsprachigen Zone) hat nur Spanisch einen offiziellen Status, aber in der gemischten Zone gibt es Maßnahmen zur Förderung des Baskischen.

Anteil baskischsprechender Bevölkerung in Navarra

Gemeinden der baskischsprachigen, gemischten und spanischsprachigen Zonen

- Zu den 64 Gemeinden der Zona vascófona (baskischsprachigen Zone) gehören:
  - Alsasua
  - Abaurrea Alta
  - Baztan mit Elizondo
  - Bera (Vera de Bidasoa)
  - Burguete
  - Garralda
  - Roncesvalles
  - Valcarlos

- Zu den 98 Gemeinden der Zona mixta (gemischten Zone) gehören:
  - Ansoáin
  - Aoiz
  - Berriozar
  - Burlada
  - Egüés
  - Estella
  - Olite
  - Pamplona
  - Puente la Reina
  - Tafalla
  - Villaba
  - Zizur Mayor

- Zu den 110 Gemeinden der Zona no vascófona (nicht-baskischsprachigen Zone) gehören:
  - Corella
  - Peralta
  - Tudela

## Geschichte

Historische administrative Einteilung von Navarra in Merindades

Das Königreich Navarra entstand in einem ursprünglich von Basken (Vasconen) besiedelten Gebiet im Jahr 824 nach dem Sieg Íñigo Aristas über die Mauren. Die Herrscher führten zunächst den Titel eines Königs von Pamplona, erst Sancho VI. nahm 1162 den Titel eines Königs von Navarra an. Der Streit der Adelsparteien der Agramonteses und Beaumonteses führte 1512 zur Teilung des Königreichs in einen nach Spanien (Ober-Navarra, spanisch: Alta Navarra) und einen nach Frankreich (Nieder-Navarra, französisch: Basse-Navarre) orientierten Teil. Die Herrscher der beiden Gebiete gaben jedoch die Ansprüche auf Gesamt-Navarra nicht auf.
Johanna III. (Jeanne d’Albret), Königin von (Nieder)-Navarra, heiratete im Jahr 1572 Anton von Bourbon; ihr Sohn wurde 1589 als Heinrich IV. – und als erster Boubone – König von Frankreich, woraufhin Navarra 1620 in die französischen Kronlande eingegliedert wurde. Ober-Navarra wurde bereits ab 1512 von spanischen Vizekönigen regiert. Die Aufhebung der navarresischen Cortes erfolgte nach den Karlistenkriegen im Jahr 1841. Danach ging Ober-Navarra als Provinz im spanischen Zentralstaat auf. Erhalten blieb die Finanzautonomie Navarras, die auch unter der Diktatur Francisco Francos (1936–1975) nicht aufgehoben wurde. Näheres siehe Königreich Navarra.

## Wirtschaft

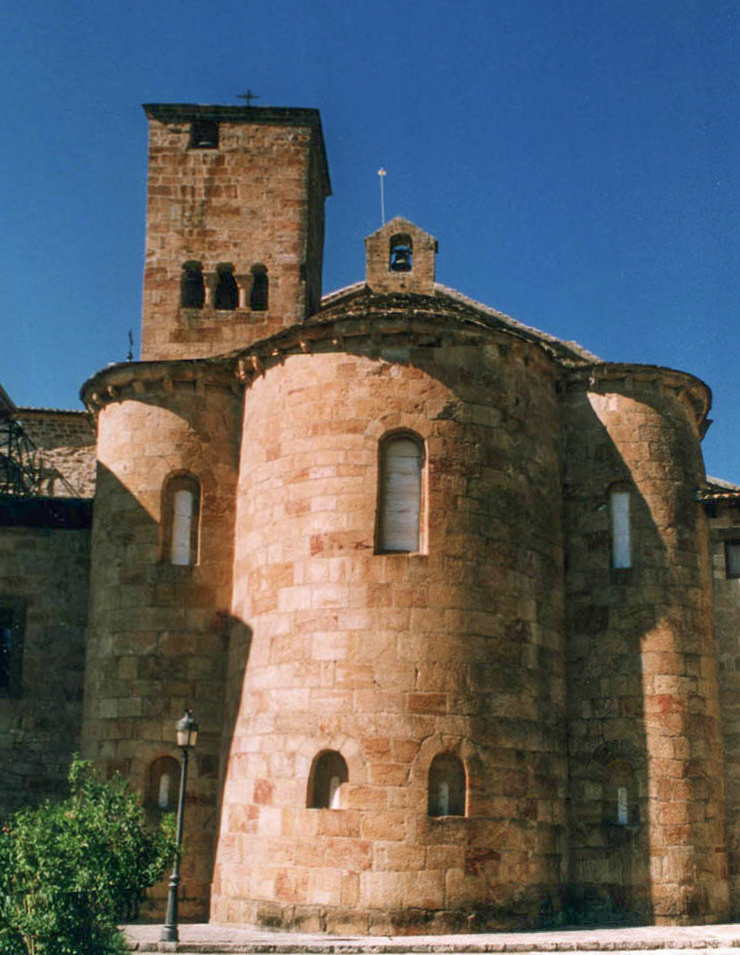
Kloster San Salvador de Leyre

Nach Madrid und dem Baskenland ist Navarra die drittwohlhabendste Region in Spanien. Im Vergleich mit dem durchschnittlichen BIP der EU erreicht Navarra 2019 einen Index von 103 (EU-28:100). Im Jahr 2019 betrug die Arbeitslosenquote 8,2 % und ist damit die niedrigste des Landes.
Bedeutende Arbeitgeber sind unter anderem ein Volkswagen-Werk in Pamplona, in dem das Modell VW Polo gefertigt wird, der Windenergieanlagenhersteller Gamesa Eólica, einem Tochterunternehmen von Gamesa Corporación Tecnológica, ein Liebherr-Werk (Produktion von Turmdrehkranen und Fahrmischern), sowie die BSH-Bosch-und-Siemens-Hausgeräte-Werke in Estella und Esquiroz und der Sitz der spanischen Gesellschaft BSH Electrodomésticos España Sa in Huarte.
1978 wurde in Navarra der Hotelkonzern NH Hoteles gegründet, der mittlerweile in Europa der drittgrößte Betreiber von Hotels für Geschäftsreisen ist.